# Hafsa Hatun
Hafsa Hatun (en turco otomano: حفصہ حتون‎; ''La que memoriza el Corán''; Selcuk, antes de 1380- después de 1403, Bursa), también conocida como Hâfize Hatun, era la hija del último gobernante de la dinastía Aydinid, Fahreddin İsa Bey, y la séptima esposa del sultán Bayezid I del Imperio Otomano.

## Vida
Hafsa Hatun nació antes de 1380, hija del último gobernante de la dinastía Aydinid, Fahreddin Isa Bey. Se casó con Bayezid I en 1390 después de la conquista de los aydinianos. Sus obras públicas están ubicadas en la tierra de su padre y pueden haber sido construidas antes de que se casara con Bayezid I. Ella era una de las dos nobles esposas musulmanas del sultán (la otra era Sittişah Hatun). Hizo construir varios edificios, pero hoy en día en su mayoría son solo ruinas.

### Fundaciones benéficas
Las obras públicas de Hafsa Hatun están ubicadas dentro del territorio de su padre y pueden haber sido construidas antes de que se casara con Bayezid. Hafsa construyó una fuente en la ciudad de Tiro y la ermita en Vademiyeh, y una mezquita conocida como la Mezquita Hafsa Hatun.

### Mezquita Hafsa Hatun
La Mezquita Hafsa Hatun fue encargada por Hafsa. Fue construido entre los años 1390-1392 con el dinero que recibió en su dote. La mezquita tiene edificios, capillas, fuentes, baños. Todos estos edificios fueron destruidos posteriormente, solo queda en pie la torre del antiguo minarete. Sin embargo, también está en peligro de extinción y se espera que caiga pronto. La mezquita está ubicada al sureste de los baños y la mayoría está bajo tierra.